# Pierre Montebello
Pour les articles homonymes, voir Montebello.
Pierre Montebello est un philosophe français, né le 24 juillet 1956 à Longwy (Meurthe-et-Moselle). Agrégé de philosophie, puis Maître de conférences à l'Université de Toulouse le Mirail, il est Professeur de philosophie moderne et contemporaine au même établissement depuis septembre 2002 et Directeur du département de Philosophie d'octobre 2004 à 2011. Professeur émérite depuis 2021. 
Il s'est d'abord intéressé à la pensée de Maine de Biran puis à celle Nietzsche auquel il a consacré deux ouvrages. Dans L'autre métaphysique (2003), ses recherches se poursuivent sur Ravaisson, Gabriel Tarde et Henri Bergson. Il dessine les enjeux d'une philosophie qui part du monde et non plus du sujet. En 2008, il publie deux études sur Gilles Deleuze qui paraissent chez Librairie philosophique J. Vrin (Deleuze : la passion de la pensée, Deleuze, philosophie et cinéma). Il développe sa métaphysique de la nature dans plusieurs livres , L'autre métaphysique, Nature et subjectivité, Métaphysiques cosmomorphes, la fin du monde humain.
En 2019 paraît Nietzsche, fidélité à la terre et à sa suite plusieurs articles sur les formes modernes de notre rapport au monde : « Deleuze aujourd’hui », « Précarité ontologique et consistance des êtres », « Nature et attachement à la Terre », « Ontologie de la vie et concept cosmomorphe de la nature », « Perspectivisme immanentiste ».

## Principales publications
- La décomposition de la pensée : dualité et empirisme transcendantal chez Maine de Biran, Grenoble, J. Millon, «Krisis», 1994.  (ISBN 2-84137-013-5)
- avec Frédéric Guerrin, L'art, une théologie moderne, Paris ; Montréal : l'Harmattan, 1997 « Ouverture philosophique ».  (ISBN 2-7384-5070-9)
- Le vocabulaire de Maine de Biran, Paris, Ellipses, « Vocabulaire de...», 2000.  (ISBN 2-7298-0336-X)
- Nietzsche : la volonté de puissance, Paris, Presses universitaires de France, 2001 « Philosophies »,  (ISBN 2-13-051038-8)
- Vie et maladie chez Nietzsche, Paris, Ellipses, 2001.  (ISBN 2-7298-0444-7)
- L'autre métaphysique : essai sur la philosophie de la nature, Ravaisson, Tarde, Nietzsche et Bergson, Paris, Desclée de Brouwer, « Philosophie », 2003.  (ISBN 2-220-05212-5)
- Nature et subjectivité, Grenoble, Millon, 2007 (« Krisis »)  (ISBN 978-2-84137-212-6)
- Deleuze : la passion de la pensée, Paris, J. Vrin, « Bibliothèque des philosophies », 2008 .  (ISBN 978-2-7116-1958-0)
- Deleuze, philosophie et cinéma, Paris, J. Vrin, (« Philosophie et cinéma »), 2008.  (ISBN 978-2-7116-1998-6)
- avec Sabine Forero-Mendoza, Kant, son esthétique - Entre mythes et récits, Dijon, Les presses du réel, (« Fama »), 2013.  (ISBN 978-2-84066-530-4)
- L'autre métaphysique, Dijon, Les presses du réel, (« Drama »), 2015.  (ISBN 978-2-84066-742-1)
- Métaphysiques cosmomorphes, la fin du monde humain, Dijon, Les presses du réel, (« Drama »), 2015.  (ISBN 978-2-84066-791-9)
- Deleuze, esthétiques. La honte d'être un homme, Dijon, Les presses du réel, (« Fama »), 2017.  (ISBN 978-2-84066-968-5)
- Nietzsche, Fidélité à la terre, CNRS éditions, 2019.
- « Précarité ontologique et consistance des êtres », Éditions ALTER, 2019
- « Nature et attachement à la Terre », Revue Philosophique de Louvain, 2019.
- « Entretien avec Pierre Montebello», Revue Descartes, collège de philosophie, numéro Deleuze, 2021, cahier central.
- «Ontologie de la vie et concept cosmomorphe de la nature » in Objets vivants, dir. Rahma Khazam, éditions Mimesis, 2023.
- «Perspectivisme immanentiste », in Perspectivismes métaphysiques, dir. Camille Chamois et Didier Debaise, Vrin, 2023.